# فو لي
فو لي (بالصينية: 傅雷) هو لغوي ومترجم صيني، ولد في 7 أبريل 1908 في Nanhui, Shanghai ‏ في الصين، وتوفي في 3 سبتمبر 1966 في شانغهاي في الصين بسبب تسمم.